# The Taylor Swift Holiday Collection
“The Taylor Swift Holiday Collection”(Sounds of the Season: The Taylor Swift Holiday Collections)은 미국의 싱어송라이터 테일러 스위프트의 크리스마스 EP이다. 2007년 10월 14일 빅 머신 레코드를 통하여 발매되었으며, 미국과 온라인에서 타깃 스토어를 통해 구매가 가능하였다. 2007년 연말 시즌을 노려서 제작된 한정 반매지만, 2008년 12월 2일에 아이튠즈와 아마존에서, 그리고 2009년 10월에 타겟 스토어에서 재발매되었다. “The Taylor Swift Holiday Collection”은 유명한 크리스마스 캐럴과 같은 곡을 커버한 것과 ‘Christmases When You Were Mine’과 ‘Christmas Must Be Something More’까지 두 개의 스위프트가 쓴 컨트리 팝 장르의 곡이 포함되어 있다.
음악 평단으로부터 긍정적인 반응을 이끌어 냈다. 상업적으로도 미국의 빌보드 200 차트에서 20위를 찍고, 홀리데이 음반 차트에서 1위를 찍으면서 성공하였다.

## 트랙 리스트
모든 트랙은 네이선 채프먼이 프로듀싱하였다.
| #            | 제목                                 | 작사·작곡                                    | 재생 시간 |
| ------------ | ------------------------------------ | -------------------------------------------- | --------- |
| 1.           | 〈Last Christmas〉                   | 조지 마이클                                  | 3:28      |
| 2.           | 〈Christmases When You Were Mine〉   | 테일러 스위프트 리즈 로즈 채프먼             | 3:06      |
| 3.           | 〈Santa Baby〉                       | 조앤 엘렌 자비츠 필립 스프링어 토니 스프링어 | 2:41      |
| 4.           | 〈Silent Night〉                     | 조지프 모 프란츠 자베르 그루버               | 3:32      |
| 5.           | 〈Christmas Must Be Something More〉 | 스위프트                                     | 3:52      |
| 6.           | 〈White Christmas〉                  | 어빙 벌린                                    | 2:34      |
| 총 재생 시간 | 총 재생 시간                         | 총 재생 시간                                 | 19:15     |

## 차트
| 차트 (2007–11)                 | 최고 순위 |
| ------------------------------ | --------- |
| 미국 빌보드 200                | 20        |
| 미국 톱 컨트리 음반 (빌보드)   | 14        |
| 미국 톱 홀리데이 음반 (빌보드) | 1         |

| 차트 (2010)     | 순위 |
| --------------- | ---- |
| 미국 빌보드 200 | 70   |
| 차트 (2011)     | 순위 |
| 미국 빌보드 200 | 193  |

## 인증
| 국가        | 인증     | 판매량/출하량 |
| ----------- | -------- | ------------- |
| 미국 (RIAA) | 플래티넘 | 1,080,000     |
|             |          |               |